# Ignacy Brach

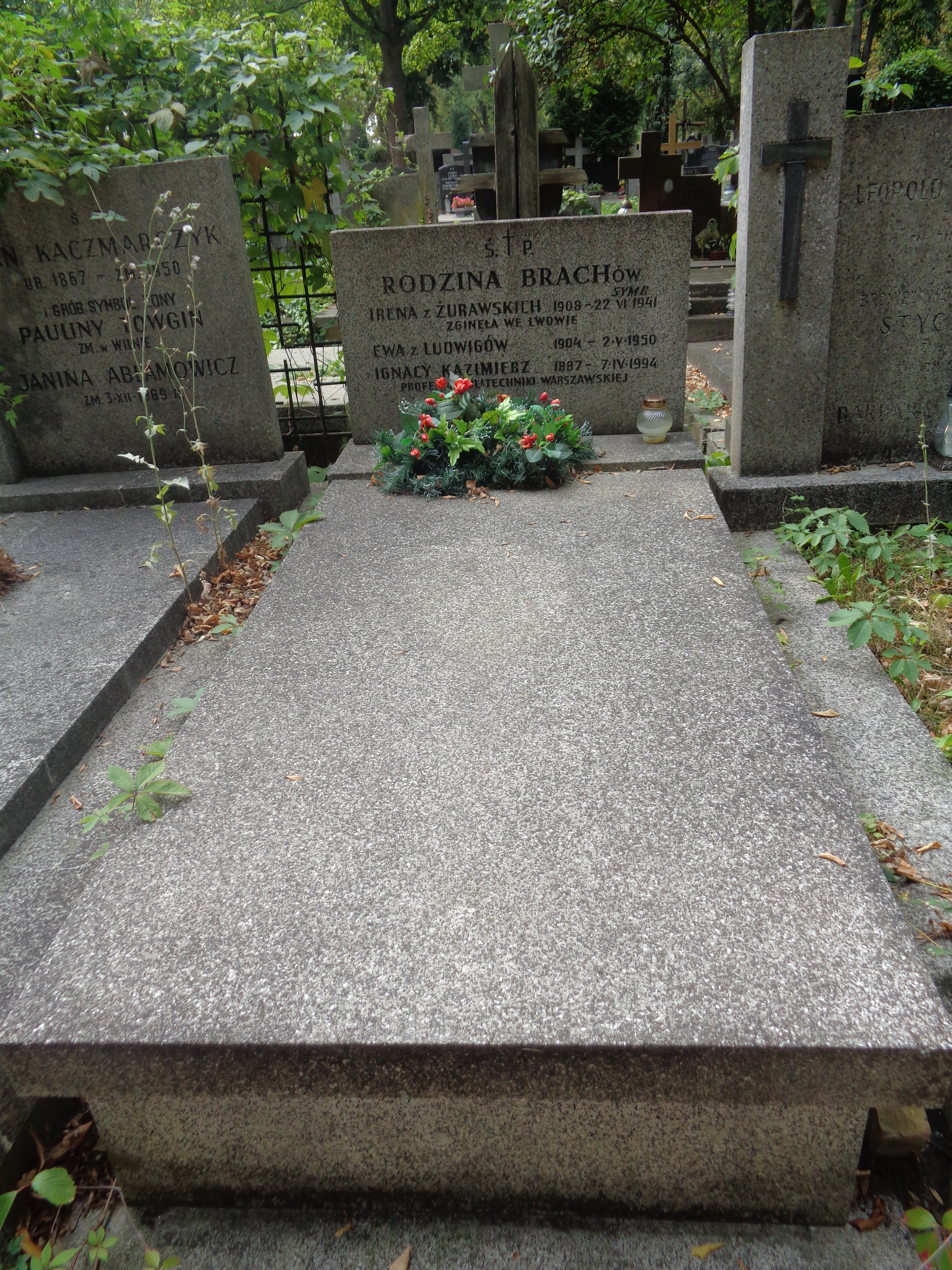
Grób Ignacego Bracha na cmentarzu Powązkowskim w Warszawie

Ignacy Kazimierz Brach (ur. 18 września 1897 w Zagórzanach, zm. 7 kwietnia 1994 w Warszawie) – profesor Politechniki Warszawskiej, mechanik, doktor honoris causa Politechniki Warszawskiej (1987), dziekan Wydziału Mechaniczno-Konstrukcyjnego i Wydziału Maszyn Roboczych i Pojazdów Politechniki Warszawskiej.

## Życiorys[2]
Syn Antoniego i Petroneli ze Stępniów. Maturę (z wyróżnieniem) zdał w 1917. Studia rozpoczął na Wydziale Mechanicznym Szkoły Politechnicznej we Lwowie. Po zaliczeniu pierwszego roku przerwał studia i jesienią 1918 wstąpił do Legii Akademickiej. Ukończył szkołę podchorążych wojsk kolejowych, brał udział w wojnie polsko-bolszewickiej. Po demobilizacji kontynuował studia na Politechnice Lwowskiej. Dyplom inżyniera mechanika otrzymał w 1923 r. W latach 1925–1926 odbył studia w ośrodkach naukowych oraz portach Francji. Został asystentem i adiunktem Politechniki Lwowskiej. W latach 1926–1935 pracował na stanowisku starszego asystenta na Wydziale Mechanicznym Politechniki Warszawskiej. Równolegle od 1926 r. pełnił funkcję kierownika biura konstrukcyjnego w rejonie Warszawy. W latach 1935–1939 pracował na Śląsku.
W czasie okupacji działał w konspiracji i znalazł się w Warszawie. Na początku powstania warszawskiego został aresztowany i w połowie sierpnia wywieziony do obozu koncentracyjnego Buchenwald, a następnie do „Aussenkommando Zwieberge” k. Halberstadt.
Po zakończeniu wojny, w 1945 r. powrócił do Warszawy i objął stanowisko dyrektora technicznego Centralnego Zarządu Przemysłu Metalowego. W latach 1947–1967 był kierownikiem Katedry Maszyn Budowlanych na Wydziale Mechanicznym Politechniki Warszawskiej. W 1955 r. został profesorem nadzwyczajnym, a w 1961 r. profesorem zwyczajnym. Był dziekanem i organizatorem dwóch wydziałów Politechniki Warszawskiej - Wydziału Mechaniczno-Konstrukcyjnego (1951–1952) i Wydziału Maszyn Roboczych i Pojazdów (1961–1964).
Był współzałożycielem NOT, wieloletnim wiceprezesem i prezesem Stowarzyszenia Inżynierów i Techników Mechaników oraz przewodniczącym (a od 1979 r. honorowym przewodniczącym) Rady Naukowej Instytutu Mechanizacji Budownictwa.
Autor licznych publikacji książkowych, rozpraw naukowych, artykułów oraz patentów. Był twórcą nowej hipotezy w zakresie rozdrabniania minerałów i w zakresie skrawania gruntów. 
Zmarł w Warszawie, pochowany na cmentarzu Powązkowskim (kwatera 132-3-10).

## Publikacje
- Maszyny do robót ziemnych w zarysie, I. Brach, wyd. PWN Warszawa 1954 r.
- Teoretyczne podstawy skrawania gruntów w maszynach do robót ziemnych, I. Brach, wyd. Arkady Warszawa 1960 r.
- Określenie układu wysięgnika z siłownikiem w koparkach uniwersalnych, I. Brach, M. Dietrich, J. Goliński, „Przegląd Mechaniczny” nr 16, 1969 r.
- Koparki jednonaczyniowe. Maszyny do robót ziemnych, prof. dr inż. Ignacy Brach, mgr inż. Ryszard Walczewski, wyd. Wydawnictwa Naukowo Techniczne Warszawa, wydanie 1 - 1970 r. wydanie 2 - 1973 r. wydanie 3 - 1982 r. ISBN 83-204-0273-5.
- Hydraulikbagger, I.Brach Systematische Untersuchung F.uH. No 5, 1971 r.
- Maszyny budowlane. Charakterystyki i zastosowanie, praca zbiorowa pod kier. prof. dra inż. Ignacego Bracha, wyd. Arkady Warszawa 1974 r.
- Hydraulikbagger mit der ausschiebbaren Ausrüstung, I. Brach, R. Walczewski; Intern. Konferenz „Mechanisierung im Erdbau” Prag 1975 r.

## Ordery i odznaczenia
- Order Budowniczych Polski Ludowej (1979)[5]
- Order Sztandaru Pracy I klasy[3]
- Krzyż Komandorski Orderu Odrodzenia Polski[3]
- Krzyż Oficerski Orderu Odrodzenia Polski[3]
- Krzyż Kawalerski Orderu Odrodzenia Polski (19 lipca 1946)[6]
- Złoty Krzyż Zasługi z Mieczami[3]
- Złoty Krzyż Zasługi (dwukrotnie: 19 lipca 1939[7], 12 lipca 1954[8])
- Medal 10-lecia Polski Ludowej (19 stycznia 1955)[9]
- Oficer Orderu Lwa Białego (Czechosłowacja, 1947)[10]

## Nagrody
- Nagroda Państwowa II stopnia za całość prac w dziedzinie transportu wewnątrzzakładowego (1955)[11]